# Landesschulbeirat Brandenburg
Der Landesschulbeirat Brandenburg ist das höchste Gremium der schulischen Mitwirkung im Land Brandenburg. Es berät das für Schule zuständige Ministerium in allen Dingen, die die Schule betreffen. Seine gesetzliche Grundlage ist §139 BbgSchulG.

## Mitglieder
Der Landesschülerrat, der Landeselternrat und der Landeslehrerrat entsenden je 8 Vertreter in den Landesschulbeirat. Ferner gehören ihm der Vorsitzende des Bildungsausschusses im Landtag, ein Vertreter des Rates für sorbische (wendische) Angelegenheiten sowie Vertreter verschiedener gesellschaftlicher Gruppierungen, wie Handwerkskammern, Kirchen oder Kommunalverbänden an.  Vertreter des Bildungsministeriums sowie der Landtagsfraktionen nehmen an den Sitzungen teil, jedoch ohne Stimmrecht.
Der Landesschulbeirat wählt einen Vorsitzenden und drei stellvertretende Vorsitzende, wobei es Tradition ist, dass die Gruppierungen der Schüler, der Eltern, der Lehrer und der sonstigen Mitglieder je einen dieser vier Posten besetzen.

## Aufgaben und Rechte
Der Landesschulbeirat ist anzuhören bei Entwürfen von Recht- und Verwaltungsvorschriften, die von erheblicher Bedeutung für Schulen sind oder die Mitwirkungsrechte betreffen, bei den Grundsätzen für Rahmenlehrpläne, Lehrmittelgenehmigung, Schulentwicklungsplanung, Schulbau, Schulbauförderung und für die Festlegung von Schulamtsbezirken sowie bei der Genehmigung von Schulversuchen von erheblicher Bedeutung und von Spezialschulen.
Sollte der Landesschulbeirat einen Vorschlag des Bildungsministeriums für eine solche anhörungsbedürftige Angelegenheit ablehnen, findet ein Einigungsgespräch zwischen dem Bildungsminister und dem Vorstand des Landesschulbeirates statt, bei dessen Scheitern das Bildungsministerium allein entscheidet. Das Bildungsministerium hat des Weiteren das Recht, in oben genannten Angelegenheiten auch ohne vorherige Anhörung zu handeln, wenn  Dringlichkeit besteht, wobei eine Anhörung schnellstmöglich nachzuholen und er Landesschulbeirat zu informieren ist.
Der Landesschulbeirat hat des Weiteren auch ein Auskunfts- und Vorschlagsrecht gegenüber dem Bildungsministerium.